# Julie Boulianne
Pour les articles homonymes, voir Boulianne.
Julie Boulianne est une mezzo-soprano québécoise née le 21 novembre 1978, à Dolbeau-Mistassini.

## Biographie
Diplômée de la Juilliard School of Music de New York et de l'École de musique Schulich de l'Université McGill, Julie Boulianne interprète les grands rôles opératiques sur les scènes d’Europe et d’Amérique depuis près de 15 ans. Reconnue pour l’agilité et l’expression de son timbre riche dans un large répertoire, elle a développé une affinité particulière pour la musique de Mozart, Rossini et Berlioz.
Au cours de sa carrière, Julie Boulianne travaille sous la direction des chefs Charles Dutoit, Yannick Nézet-Séguin, Michael Tilson Thomas, John Eliot Gardiner, Plácido Domingo, Emmanuel Villaume, Alain Altinoglu et Patrick Fournillier.
Elle reçoit depuis plusieurs années le soutien de la Fondation Jacqueline Desmarais et du Conseil des Arts du Canada.

## Prix et nominations
- 1999 : Premier prix : Concours de Musique du Canada
- 2003 : Premier prix de la Joy in Singing Competition de New York
- 2007 : Silverman Prize du International Vocal Arts Institute
- 2007 : Prix de la Chambre Professionnelle des Directeurs d’Opéra (Concours musical international de Montréal)
- 2009 : Nomination Grammy Awards 2010 - Meilleur album classique pour L’Enfant et les Sortilèges/Shéhérazade – Maurice Ravel
- 2012 : Nomination Gala Adisq – Album de l’année, vocal classique, pour Mahler Lieder – Gustav Mahler (2011)
- 2012 : Prix Opus : Rayonnement à l’étranger
- 2014 : Nominations: International Classical Music Awards, Juno Awards, Adisq pour Handel & Porpora - The London Years
- 2017 : Prix Opus : Interprète de l’Année
- 2017 : Nominations Gala Adisq - Album de l'année - Classique orchestre et grand ensemble pour Alma Oppressa: Arias de Vivaldi et Handel
- 2018 : Prix Opus - Disque de l'année - musiques médiévale, de la Renaissance et baroque pour Alma Oppressa : Arias de Vivaldi et Handel
- 2019: Prix Opus - Disque de l'année - musiques classique, romantique, postromantique, impressionniste pour Fauré: Intégrale des mélodies pour voix et piano (avec Hélène Guillemette, Antonio Figueroa, Marc Boucher et Olivier Godin)

## Discographie et DVD
| Année | Titre                                                                                         | Chef                 | Maison de disque       |
| ----- | --------------------------------------------------------------------------------------------- | -------------------- | ---------------------- |
| 2009  | L’Enfant et les Sortilèges / Shéhérazade – Maurice Ravel Avec le Nashville Symphony Orchestra | Alastair Willis      | Naxos                  |
| 2011  | Iphigénie en Tauride - Live in HD (Met Opera) – Gluck (DVD) Avec le Metropolitan Opera        | Patrick Summers      | The Metropolitan Opera |
| 2011  | Mahler Lieder – Gustav Mahler Avec l'Ensemble Orford                                          | Jean-François Rivest | ATMA                   |
| 2013  | Intégrale des mélodies pour voix et piano – Francis Poulenc                                   |                      | ATMA                   |
| 2014  | Handel & Porpora - The London Years Clavecin en concert - Luc Beauséjour                      |                      | Analekta               |
| 2015  | Rusalka - Live in HD (Met Opera) – Dvorák (DVD) Avec le Metropolitan Opera                    | Yannick Nézet-Séguin | Decca                  |
| 2016  | L’Aiglon – Honegger & Ibert Avec l'Orchestre symphonique de Montréal                          | Kent Nagano          | Decca                  |
| 2017  | La Clemenza di Tito - Wolfgang Amadeus Mozart Avec Le cercle de l'Harmonie                    | Jérémie Rhorer       | ALPHA                  |
| 2017  | Alma Opressa / Vivaldi - Handel: Arias Clavecin en concert - Luc Beauséjour                   |                      | Analekta               |
| 2018  | Intégrale des mélodies pour voix et piano - Gabriel Fauré                                     |                      | ATMA                   |
| 2019  | L'Étoile - Emmanuel Chabrier                                                                  | Patrick Fournillier  | Naxos (DVD)            |

## Productions
| Rôle                                        | Opéra                      | Compagnie |
| ------------------------------------------- | -------------------------- | --- |
| Cenerentola                                 | Cenerentola                | Opéra de Montréal (2017) Opéra de Limoges (2017) Pacific Opera Victoria (2010) Glimmerglass Festival (2009) Florida Grand Opera (2009) Aspen Music Festival (2008) |
| Rosina                                      | Barbiere di Siviglia       | Opéra de Québec (2017) Orlando Philharmonic (2013) Minnesota Opera (2009) Opéra de Montréal (2008)                                                                 |
| Annio                                       | La Clemenza di Tito        | Théâtre du Capitole de Toulouse (2018) Zurich Opernhaus (2016) Théâtre des Champs-Élysées (2014) Opéra de Montréal (2006)                                          |
| Stefano                                     | Romeo et Juliette          | Metropolitan Opera (2011) Vancouver Opera (2011) Opéra de Québec (2007)                                                                                            |
| L’Enfant                                    | L’Enfant et les Sortilèges | Festival d’Opéra de Québec (2014) Boston Symphony Orchestra (2012) Nashville Opera (2006)                                                                          |
| Cherubino                                   | Nozze di Figaro            | New Orleans Opera (2015) Opéra de Montréal (2011) Vancouver Opera (2010)                                                                                           |
| Un mauvais élève / une chanteuse de cabaret | Pinocchio                  | Festival Aix-En-Provence (2017) La Monnaie, Bruxelles (2017) Opéra de Dijon (2017)                                                                                 |
| Charlotte                                   | Werther                    | Opéra de Québec (2018) Oper Frankfurt (2017) Opera de Colombia (2015)                                                                                              |
| Giunone                                     | La divisione del mondo     | Opéra national du Rhin - Strasbourg (2019) Opéra national du Rhin - Mulhouse (2019) Opéra national du Rhin - Colmar (2019)                                         |
| Cendrillon                                  | Cendrillon                 | Opéra de Montréal (2010) Opéra de Marseille (2009) |
| Béatrice                                    | Béatrice et Bénédict       | Théâtre du Capitole, Toulouse (2016) Opera Boston (2011) |
| Aloes                                       | L’Étoile                   | Royal Opera House (2016) Dutch National Opera (2014) |
| Marguerite                                  | Damnation de Faust         | Glyndbourne Festival (2019) Festival d’Opéra de Québec (2013) |
| Berta                                       | Barbiere di Siviglia       | Opéra de Paris (Bastille) (2018) |
| Robin-Luron                                 | Le Roi Carotte             | Opéra de Lyon (2015) |
| Kitchen Boy                                 | Rusalka                    | Metropolitan Opera (2014) |
| Romeo                                       | Capuleti e Montecchi       | Opera de Reims (2013) |
| Siebel                                      | Faust                      | Metropolitan Opera (2012) |
| Ascagne                                     | Troyens                    | Metropolitan Opera (2012) |
| Miranda                                     | The Tempest                | Festival d’Opéra de Québec (2011) |
| Fragoletto                                  | Les Brigands               | Opéra Comique et Opéra de Toulon (2011) |
| Diane                                       | Iphigénie en Tauride       | Metropolitan Opera (2011) |
| Elisa                                       | Tolomeo                    | Glimmerglass Festival (2010) |
| Lazuli                                      | L’Étoile                   | New York City Opera (2010) |
| Isolier                                     | Le Comte Ory               | Juilliard Opera Center (2007) |
| Zerlina                                     | Don Giovanni               | Théâtre d’Avignon (2007) |
| Dorabella                                   | Cosi fan tutte             | Orchestre du Saguenay (2006) |
| Nicklausse                                  | Les Contes d’Hoffman       | Opéra de Québec (2005) |
| Dido                                        | Dido and Aeneas            | Atelier Lyrique de Montréal (2005) |
| Hänsel                                      | Hänsel und Gretel          | Atelier Lyrique de Montréal (2003) |
| Giunone                                     | La divisione del mondo     | Opéra national du Rhin (2019) |

## Concerts
Quelques concerts auxquels Julie a eu l’occasion de participer dans les dernières années. 
- 2009 : Shéhérazade, Utah Symphony, Emmanuel Villaume
- 2014 : La Damnation de Faust, Festival de Saint-Sébastien, Tougane Sokhiev
- 2015 : L'Heure espagnole, Concertgebouw Amsterdam, Charles Dutoit
- 2016 : Roméo et Juliette, Proms Festival Londres, Sir John Eliot Gardiner
- 2017 : Poème de l’amour et de la mer, Bamberg Symphony Orchestra, Bertrand de Billy
- 2018 : Légende de Ste-Cécile (Gounod et Lizst), Opéra de Rouen, Laurence Equilbey
- 2018 : Roméo et Juliette (concert avec ballet), Opéra de Paris, Vello Pähn
- 2018 : La Neuvième de Beethoven, Centre national des arts d'Ottawa, Alexander Shelley
- 2018 : Magnificat et Cantatas de Bach, I Musici, Salle Bourgie de Montréal